# Fjärestad
Fjärestad är en bebyggelse i Helsingborgs kommun och kyrkby i Fjärestads socken och är belägen norr om Råån, cirka 1,5 kilometer öster om Gantofta och två kilometer norr om Vallåkra. Området öster om kyrkan är av SCB avgränsa till en småort.

## Historia
Kyrkbyn härstammar troligen från järnåldern eller vikingatiden, då ortnamnsefterledet "-stad" här har sitt ursprung i efterledet -stadha, med betydelsen bostad, och härstammar från järnåldern. Förledet syftar möjligen på ett fornskånskt personnamn, "Fiari", som kan vara en kort variant av namn som det isländska Fjörleif. En annan teori är att förledet kommer av fjära 'strand'. Syftningen skulle då vara stränderna på en bäck som rinner genom byn . Ortnamnet skrevs Fyarestathae år 1341 och Fierrestad i Lunds stifts landebok från 1569. De fornlämningar som påfunnits i området har till största delen legat i anknytning till Rååns dalgång. Dessa har till största delen bestått av stenåldersboplatser och gravhögar från äldre bronsåldern. Kyrkan uppfördes ursprungligen på 1200-talet, men efter en ombyggnad 1863 är endast tornet från 1400-talet bevarat. Under enskiftet vid 1800-talets början flyttades gårdarna i byns södra del ut från orten, men vissa gårdar stod kvar i ortens norra del. Under 1800-talet bebyggdes ortens gamla fäladsgata med ett antal gatehus som senare ersatts med enfamiljshus.

## Samhället
Orten ligger utmed Fjärestadsvägen och har en något utspridd karaktär. Två bebyggelsekoncentrationer kan urskiljas: en västlig vid Fjärestads kyrka, där vägen gör en mindre s-kruva, och en ostlig, vid korsningen med Norra Vallåkravägen. Kyrkan är vitputsad med trappgavelförtsett torn enligt typiskt skånskt byggsätt och omgiven av en mindre kyrkogård. Bebyggelsen har en agrar prägel med gårdsbyggnader blandat med villabebyggelse. Genom den västra delen av orten löper ett mindre vattendrag, Kövlebäcken, ner mot Råån. Bäcken rinner strax väster om kyrkan och vrider sedan av mot väster. Sydväst om kyrkan ligger den större Fjärestad gård. I anknytning till gården och Kövlebäcken finns viss tätare växtlighet, men i övrigt omges orten av fullåkersbygd. I söder löper Råån, vars dalgång håller stora naturvärden och är skyddad som naturreservat och Natura 2000-område.